# Hoherlehme
Hoherlehme ist ein Gemeindeteil der Stadt Wildau im Landkreis Dahme-Spreewald (Brandenburg). Der Ort wurde 1375 erstmals urkundlich erwähnt. 1922 wurde der Ort in Wildau umbenannt, und der Schwerpunkt der Bebauung verlagerte sich ca. ein Kilometer nach Osten. Seither war die ursprüngliche Siedlung Hoherlehme nacheinander Wohnplatz, Ortsteil oder Gemeindeteil der Gemeinde Wildau, seit 1. April 2013 der Stadt Wildau.

## Lage
Die Dorfaue Hoherlehme liegt etwa 1,6 km von den Straßen Friedrich-Engels-Straße/Fontaneallee entlang der Dahme entfernt, wo sich das heutige Zentrum der Stadt Wildau befindet. Der alte Dorfkern von Miersdorf liegt knapp zwei Kilometer Luftlinie entfernt, der Innenstadtbereich von Königs Wusterhausen etwa 2,5 km südöstlich. Insgesamt führen vier größere Straßen zur Dorfaue, die Miersdorfer Straße von Norden, Freiheitsstraße und Bergstraße von Osten und die Chausseestraße von Süden. Der Ortskern liegt auf etwa 60 m ü. NHN. Im südlichen Bereich findet sich das rund 2.300 m² große Flächennaturdenkmal Tonteich Wildau-Hoherlehme.

## Geschichte
Der Ort wurde im Landbuch Karls IV. erstmals als Alta Lomen urkundlich erwähnt. Der Name leitet sich von einer plb. Grundform *Lom-n- zu urslawisch * lomь = Bruch, Windbruch ab. Weniger wahrscheinlich ist eine Ableitung von einer Grundform *Lom bzw. *lomy (Plural). Es könnte eine Angleichung an brb. lume oder lome erfolgt sein, mit der Bedeutung ins Eis gehauenes Loch für die Eisfischerei. Das könnte das weibliche Geschlecht des Ortsnamens in der Erstnennung, und in urkundlichen Nennungen von 1444 (zou Hohelomen), 1472 (die Hogen Leme) und selbst noch 1536 (zur hohen Lemen) erklären. Spätere Schreibweisen sind aber auch männlichen Geschlecht, so Hogerlomen (1450) und Hogerlame (1480). Das Dorf erhielt den Zusatz Alta oder Hoher zur Unterscheidung von dem tiefer, an der Dahme gelegenen Niederlehme. Nach dem Historischen Ortslexikon war Hoherlehme der Ortsstruktur nach ein Sackgassen- oder Breitgassendorf.

### Ur- und Frühgeschichte
Die Gegend entlang der Dahme war siedlungsgünstig wie jungsteinzeitliche Funde südlich der Autobahnbrücke (BAB 10) belegen. Weitere Funde gehören zu mehreren bronzezeitlichen Siedlungen, zu Siedlungen der römischen Kaiserzeit und zu mehreren slawischen Siedlungen.

### Mittelalterliche Geschichte
Das Landbuch Kaiser Karls IV. gibt eine erste nähere Beschreibung des Ortes:

„In Alta Lomen sunt 51 mansi, plebanus habet 8 liberos. Quilibet mansus dat in pactum 3 modios siliginis et 3 modios avene et 5 mansi dant 1 modium siliginis et 1 modium ordei et 2 modios avene pro annonan precarie, 27 Pfennige an Zins und 27 Pfennige an Bede. Nicolaus Sunde habet pactum de 7 mansis cum siligine ave (sic). Nicolaus Bartholomeus, civis in Berlin, et Bartholomeus, civis in Mittenwolde, habent pactum de 16 mansi in siligine tantum. Helmsuwer, civis in Berlin, alium pactum in siligine et in avene et eciam censum de omnibus mansis preter 22, de quibus Sunde tollit censum. Item Helmsuwer habet precariam totam. Hil omnes habuerunt annis, quibus possunt recordari, et idem habet de qualibet curia ville unum pullum et 5 ova et una taberna iuxtas aquas 1 sexagenum pullorum. 8 sunt curie cossatoum: 1 mandalam pullorum et 1 solidum denariorum. Pullos habet Helmsuwer. Taberna est deserta, que consuevit dare 6 solidos Helmsuwer, qui eciam servicium curruum cum iudicio supremo, ius patronatus. Zusatz: Et es sciendum, quod dictus Hemsuwer vendidit dictam villam Sifrido de Slywen et Sifridus vendidit alterius Titzmanno de Nuwendorph.“

Nach dieser Beschreibung hatte das Dorf 51 Hufen, davon hatte der Pfarrer 8 von Abgaben freie Hufen. Warum der Pfarrer hier 8 Freihufen hatte, ist nicht ersichtlich, üblich sind zwei bis vier Hufen. Jede der abgabenpflichtigen Hufen musste drei Scheffel Roggen, drei Scheffel Hafer an Pacht geben. Jede Hufe gab 27 Pfennige Zins und 27 Pfennige Bede. Fünf Hufen gaben zusätzlich eine Fruchtbede von 1 Scheffel Roggen einem Scheffel Gerste und zwei Scheffel Hafer. Nicolaus Sunde hatte die Pacht von sieben Hufen an Roggen und Hafer. Nicolaus Bartholomäus, Bürger von Berlin und ein NN. Bartholomäus, Bürger von Mittelwalde bezogen die Pacht von 16 Hufen. Der Berliner Bürger Helsuwer hatte die restlichen Pächte in Roggen und Hafer. Nicolaus Sunde hatte die Zinse von 22 Hufen, die restlichen Zinsen hatte Helmsuwer. Letzter bezog außerdem die Bede der Hufen. Jeder Hofbesitzer musste ein Huhn und fünf Eier an die Pachtberechtigten reichen. Der Krug war schon aufgegeben; er gab vorher 6 Schillinge. Von einem Krug jenseits der Dahme, wahrscheinlich in Niederlehme erhielten die Genannten ein Schock Eier. Es gab acht Kossätenhöfe im Ort, die eine Mandel Hühner und ein Schilling geben mussten. Der Wagendienst, das Obergericht und das Patronat über die Kirche hatte Helmsuwer. Aus einer später hinzugefügten Notiz erfahren wir, dass Helmsuwer seinen Anteil an Hoherlöhme an Sifrid von Schlieben verkauft hatte, der es später an Titzmann von Neuendorf weiter veräußert hatte. Die Hufenpacht war im Vergleich zu anderen Dörfer sehr niedrig und wurde von Fidicin auf den vergleichsweise ertragsarmen Boden zurückgeführt. Der Weinberg westlich des Ortskerns lässt auf Weinanbau während des Mittelalters schließen. Historische Berichte darüber gibt es aber nicht.
Im Jahr 1450 war der Ort 36 Hufen groß. Dem Pfarrer standen nach wie vor acht Hufen zu; ebenso waren alle zehn Hufen besetzt. Nach dem Schossregister von 1451 (Schoss = Steuer) gehörte der Ort aber wieder den Slybener (von Schlieben). Auf der Feldmark waren nur noch 36 Hufen, davon hatte der Pfarrer 8 Hufen. Allerdings waren von den Bauernhufen nur noch zehn bewirtschaftet. Jede Hufe gab 3 Scheffel Roggen, 3 Scheffel Hafer und drei Groschen. Die Kossäten mussten 7½ Schillinge bezahlen. Nach dem Schossregister von 1451 musste das Dorf nur noch den halben Schoss geben. 1480 waren nur noch vier Hufen in Bewirtschaftung. Die anderen lagen wüst. Ob die Abnahme der bäuerlichen Hufen durch die Einrichtung eines Rittersitzes mit Umwidmung der Bauernhufen in Ritterhufen zu erklären ist, ließ sich bisher nicht klären.
1472 belehnte Kurfürst und Markgraf Albrecht von Brandenburg die von Schlieben mit Wendisch Wusterhausen (= Königs Wusterhausen) und Deutsch Wusterhausen, Schenkendorf und Hoherlehme sowie mit Einkünften in Großmachnow. 1480 waren vier von 36 Hufen besetzt. In den nächsten Jahrzehnten fiel Hoherlehme wohl völlig wüst.
Bis 1542 war Hoherlehme in den Besitz der Schenken von Landsberg auf Teupitz gekommen. An 20. März 1542 belehnte Kurfürst Joachim II. die Schenken von Landsberg zu Teupitz, Groß Leuthen und (Königs) Wusterhausen durch einen Gesamtlehenbrief mit Wendisch Wusterhausen (= Königs Wusterhausen), Senzig, Zeesen, Schenkendorf, den wüsten Dörfern Deutsch Wusterhausen und Hoherlehme und der wüsten Feldmark Gersdorf. Die Schenken von Landsberg zu Teupitz erhielten weitere gleichlautende Gesamtlehenbriefe in den Jahren 1562, 1572, 1598, 1600, 1609, 1612 und 1644. Zeesen wurde 1626 auf Wiederkauf an Christian Otto von Thümen auf Gallun verkauft oder verpfändet und schied aus den Wusterhausener Gütern aus. Aus dem Jahr 1527 wurde berichtet, dass das „Dorf wohl aber nie ganz wüst gewesen“ sein war.
Allerdings hatten auch noch andere Personen kleinere Anteile am Dorf Hoherlehme, so bis 1430 Hans Schmidt über die Abgaben von sieben Hufen und zwei wüsten Höfen bzw. ab 1430 (bis 1461) der Berliner Bürger Nabel. Nach 1461 waren diese Anteile an den Harnischmeister Dictus Lettin gekommen. Und um 1536 waren sie im Besitz des Michael Happe von Happberg zu Trechwitz, der sie schließlich noch vor 1542 an die Schenken von Landsberg verkaufte.
1624 wohnten fünf Bauern, ein Hirte und ein Laufschmied in Hoherlehme. Die Feldmark hatte 23 Bauernhufen. Über das Schicksal des Dorfes im Dreißigjährigen Krieg sind wir nicht unterrichtet, aber 1652 waren immerhin schon (wieder) vier der fünf Bauerngüter besetzt. Im Oktober 1669 musste Christian Schenk von Landsberg die Wusterhausener Güter (Königs Wusterhausen, Hoherlehme, Neue Mühle, Senzig und Zernsdorf) an den brandenburgischen Geheimen Staatsrat und Gesandten Freiherr Friedrich von Jena verkaufen.
1683 erwarb der damalige Kurprinz und spätere König Friedrich I. die Herrschaft Wusterhausen von Friedrich von Jena und bildete daraus das, freilich erst später so genannte, Amt Königs Wusterhausen. Auf der Feldmark wurde ein Amtsvorwerk bestehend aus 20 Hufen eingerichtet. Leider fehlen Informationen darüber, wann und wie dieses Vorwerk gebildet worden ist. 1711 zählte der Ort zusammen sechs Giebel (Wohnhäuser), fünf Bauern und ein Hirte. 1745 hatten sich neben den Bauern noch zwei Kossäten angesiedelt. 1771 sind wieder die sechs Giebel erwähnt. Neben dem Hirten gab es nun auch einen Schäfer sowie den Großknecht, den Mittelknecht und den Kleinknecht. Auf der Feldmark waren 23 Bauernhufen. Friedrich Wilhelm Bratring beschreibt Hoherlehme wie folgt: Dorf und Amtsvorwerk, 5 Ganzbauern, 3 Halbbauern, 2 Büdner und 13 Feuerstellen. Er gibt 23 Bauernhufen und weitere 20 Hufen für das Amtsvorwerk an. 1812 wurde das Vorwerk in Hoherlehme in Erbpacht gegeben. Schon 1813 wurde eine erste Schule in Hoherlehme erbaut. 1840 wurden in Hoherlehme nur noch 12 Wohnhäuser registriert.
1858 gab es sieben Hofeigentümer und einen Pächter mit zusammen 19 Knechten und Mägden sowie sechs Tagelöhnern, fünf nebenerwerblichen Landwirten mit vier Knechten und Mägden und 28 Arbeiter und eine Person, die als Gesinde bezeichnet wurde. Von den 17 Besitzungen umfasste eine Besitzung mehr als 600 Morgen, 10 hatten zwischen 30 und 300 Morgen, 5 Eigentümer hatten Besitzungen von 5 bis 30 Morgen und einer unter 5 Morgen. An Handwerkern wohnten ein Zimmergeselle und ein Maurerlehrling im Ort. Vier Personen waren Rentner und vier Personen werden als Arme bezeichnet. Zum Gutsbezirk gehörte ein Pächter mit sechs Knechten und Mägden, zehn Tagelöhnern und sechs Bediente. Das Gut hatte eine Größe von 687 Morgen.
1861 standen im Gutsbezirk zwei Wohngebäude und vier Wirtschaftsgebäude; der Gutsbezirk hatte 37 Einwohner. Das Gut hatte eine Größe von 4 Morgen Gehöfte, 3 Morgen Gartenland, 526 Morgen Acker, 58 Morgen Wiese, 3 Morgen Torf und 100 Morgen Wald, zusammen 694 Morgen. Auf dem Gut wurden 7 Pferde, 15 Stück Rindvieh und 300 Schafe gehalten. Zur Landgemeinde bzw. zum Gemeindebezirk gehörten die Wohnplätze Neue Ziegelei und Gut Wildau, das ursprünglich Springziegelei hieß und 1855 in Wildau umbenannt worden war. Die Landgemeinde hatte 30 Morgen Gehöfte, 2 Morgen Gartenland, 1799 Morgen Acker, 214 Morgen Wiese, 74 Morgen Weide, 25 Morgen Torf und 248 Morgen Wald, zusammen 2392 Morgen. Im Dorf standen ein öffentliches Gebäude, 25 Wohngebäude und 27 Wirtschaftsgebäude, darunter auch eine Ziegelei. Der Dorfkern hatte 152 Einwohner. Im Wohnplatz Neue Ziegelei standen drei Wohngebäude und sieben Wirtschaftsgebäude, darunter die Ziegelei. Der Wohnplatz hatte 12 Einwohner. Der Wohnplatz Gut Wildau, vormals Springziegelei bestand aus zwei Wohngebäuden und vier Wirtschaftsgebäuden; hier ist keine Ziegelei mehr vermerkt, sie ist wohl vorher eingegangen. Die Einwohnerzahl betrug 16.

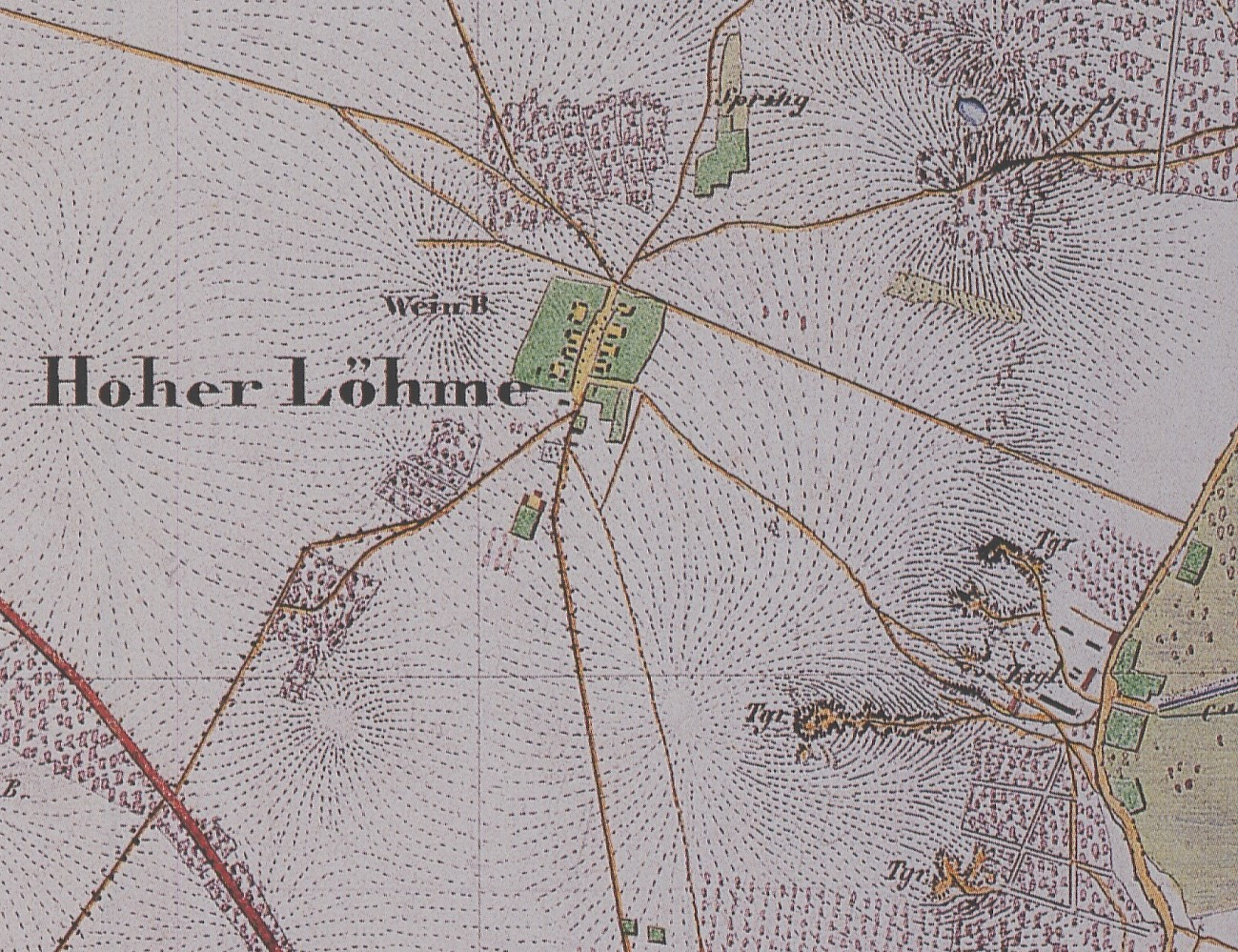
Hoherlehme auf dem Urmesstischblatt 3647 Zeuthen von 1839

1871 wurden neben dem Kernort noch die zwei Wohnplätze Colonie Neue Ziegelei und Gut Wildau ausgeschieden, die die Landgemeinde bildeten sowie wiederum der Gutsbezirk. Das Dorf bestand damals aus 21 Wohnhäusern und hatte 175 Einwohner. In der Kolonie Neue Ziegelei standen 6 Wohnhäuser, die 41 Bewohner hatten. Das Gut Wildau bestand aus zwei Wohnhäusern und hatte 15 Einwohner. Zum Gutsbezirk gehörten drei Häuser mit 52 Bewohnern. Um 1900 standen im Kernort bereits 25 Häuser.

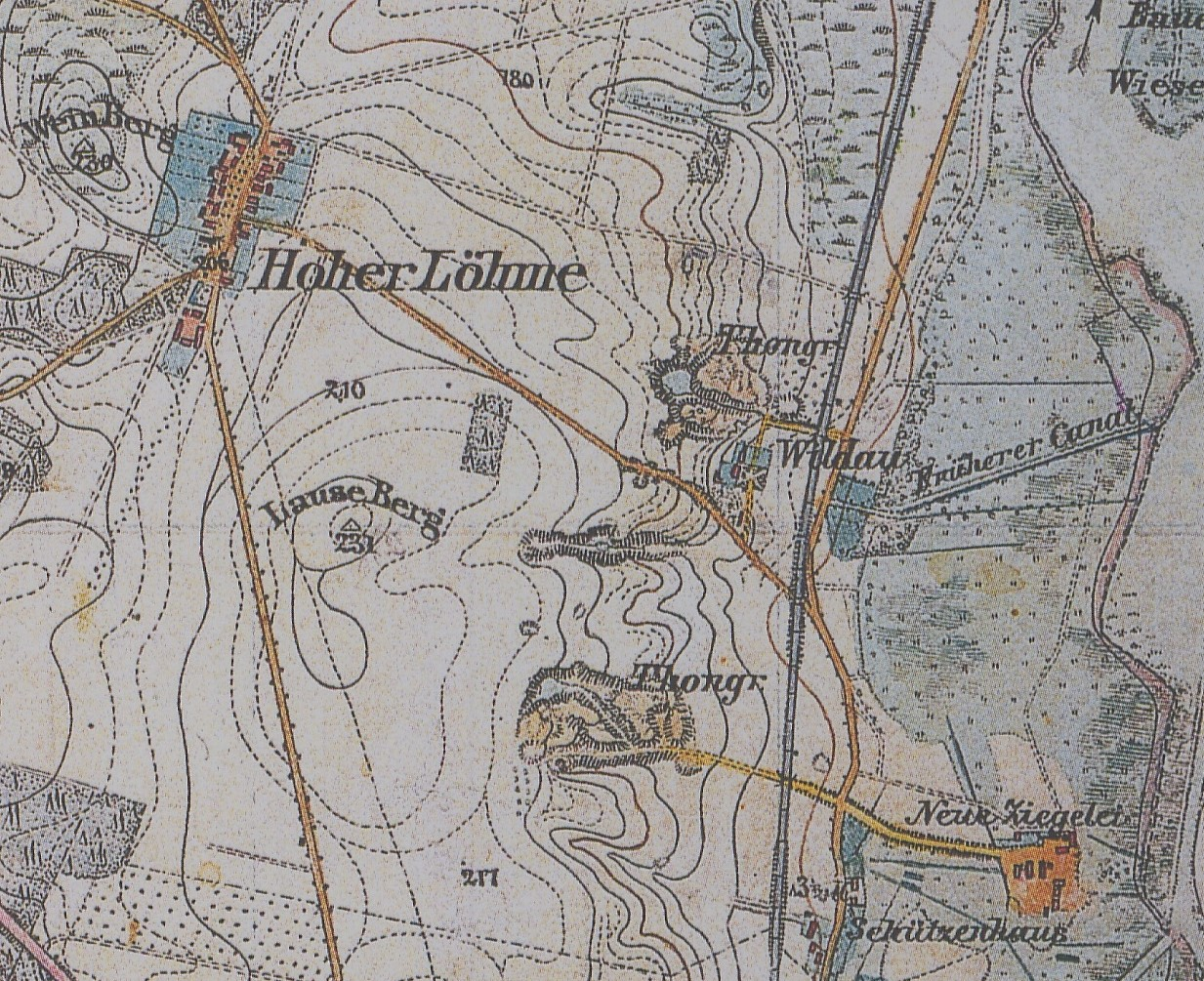
Hoherlehme auf dem Messtischblatt 3647 Zeuthen von 1869

1886 war an der Dahme die Chemische Fabrik des Hugo Blank errichtet worden. 1889 ließ Hugo Blank noch eine Essigsäurefabrik auf dem Fabrikgelände errichten. 1890 siedelte sich die Fabrik für Schießpulver und Nitrozellulose des Premierleutnants a. D. Max von Förster (Berlin) in Wildau an. Am Galgenberg wurden große Schießstände angelegt. 1892 ereignet sich bereits eine größere Explosion in einem Patronenhaus. 1892/93 wurde die Fabrik von Dr. Scharlach übernommen. 1913 folgte noch die Errichtung einer Schwefelsäurefabrik in Hoherlehme. Die Industrieanlagen lagen auf einem Areal, das heute nicht mehr zum Gemeindeteil Hoherlehme gerechnet wird.
| Jahr 1734 | 1772 | 1801 | 1817 | 1840 | 1858 | 1875 | 1890 | 1910 | (1925) |
| Einwohner | 77   | 77   | 75   | 125  | 100  | 217  | 290  | 311  | (2865) |

## Pächter des Vorwerks
- 1885 nicht aufgeführt
- 1896, 1903, 1910 Schmidt, Oberamtmann[18][19][20]
- 1914 Schmidtsche Erben, E. Gehrke Inspektor[21]
- 1921 Deutsche Waffen- und Munitionsfabriken[22]
- 1929 Berlin-Karlsruher Industrie-Werke, Verwalter B. Badge[23]

## Kommunale Zugehörigkeit
Hoherlehme gehörte im ausgehenden Mittelalter und der Frühen Frühzeit zur Herr Schaft Wusterhausen der Familie von Schlieben, ab ca. 1542 der Adelsfamilie Schenk von Landsberg. Nach dem Erwerb der Herrschaft Wusterhausen durch den Kurprinzen und späteren König Friedrich I. wurde die Herrschaft an den Teltowischen Kreis angeschlossen. In der Kreisreform von 1816/17 kam Hoherlehme zum Kreis Teltow-Storkow, nach der Auflösung dieses Kreises 1835 wieder zum Kreis Teltow. Der Landkreis Teltow hatte Bestand mit größeren Grenzveränderungen im Norden bis 1952. In der Kreis- und Bezirksreform von 1952 in der damaligen DDR wurde er aufgelöst und Hoherlehme bzw. Wildau mit seinem Ortsteil Hoherlehme kam nun zu einem der Folgekreise, dem Kreis Königs Wusterhausen im Bezirk Potsdam. In der Kreisreform von 1993 im Land Brandenburg ging der Kreis Königs Wusterhausen im Landkreis Dahme-Spreewald auf.
Die 1684 vom damaligen Kurprinzen Friedrich erworbene Herrschaft Wusterhausen wurde zum Nukleus der späteren Herrschaft Königs Wusterhausen, die später zum direkten Besitz des preußischen Königs bzw. der königlichen Familie gehörte, also nicht landesherrlicher Besitz war. Die Erträge der Herrschaft dienten dem Kronprinzen oder den nachgeborenen Prinzen zu einem standesgemäßen Lebensunterhalt. Friedrich I. vergrößerte die Herrschaft Wusterhausen durch weitere Zukäufe erheblich. Die Verwaltung der Herrschaft war in mehrere Ämter untergliedert. Die ursprüngliche Herrschaft Wusterhausen wurde auch zum Nukleus des Amtes Königs Wusterhausen, das bis 1872 existierte. Ab Mitte des 19. Jahrhunderts existierte die Landgemeinde Hoherlehme neben dem Gutsbezirk Hoherlehme. 1855 erhielt das Acker-Gut Spring-Ziegelei auf der Feldmark Hoherlehme gelegen und zum Gutsbezirk Hoherlehme gehörend den amtlichen Namen Wildau. In der Kreisreform von 1874 wurden die Ämter aufgelöst und verschiedene Verwaltungsaufgaben den Kreisen oder den neugegründeten Amtsbezirken übertragen. Landgemeinde und Gutsbezirk Hoherlehme kamen zum Amtsbezirk 18 Deutsch Wusterhausen des Kreises Teltow. Amtsvorsteher war damals Rentmeister A. Brückert in Königs Wusterhausen. 1875 wurden die drei Teile des ehemaligen Vorwerks Hoherlehme Neue Ziegelei, Wildau und Gut Hoherlehme in die Landgemeinde eingegliedert und der Gutsbezirk aufgelöst. Mit dem Bau der Schwartzkopff-Siedlung und dem weiteren Ausbau der Industrie im Areal zwischen der Dorfaue Hoherlehme und der Dahme verschob sich der Schwerpunkt weg von der Dorfaue. 1922 wurde Hoherlehme umbenannt in Gemeinde Wildau. Der ursprüngliche Ort bzw. die nähere Umgebung der Dorfau wurde nun zum Wohnort Hoherlehme. 1957 und 1973 war Hoherlehme Ortsteil der Gemeinde Wildau. 2013 wurde Wildau das Stadtrecht verliehen. Hoherlehme hat heute nur noch den kommunalpolitischen Status eines Gemeindeteils ohne eigene kommunalpolitische Vertretung.

## Kirchliche Geschichte
Hoherlehme war ursprünglich Kirchort wie die Pfarrhufen zeigen, die das Landbuch von 1375 aufführt. 1527/29 war Hoherlehme Tochterkirche von Königs Wusterhausen. Patron war damals Wilhelm Schenk von Landsberg. Auch wenn der Ort zu dieser Zeit nahez oder vielleicht völlig unbewohnt war, war diese Zuordnung wichtig, denn Teile der Feldmark wurden bewirtschaftet und der Zehnte stand nun dem Pfarrer in Königs Wusterhausen zu. Die Kirche in Hoherlehm zerfiel in der Folge völlig und wurde schließlich um 1690 abgerissen. Nach Pfarrer Fritz Schumann (1898 bis 1935), zitiert aus Hans Henschel lag die Kirche im spitzen Winkel zwischen Goethebahn und Chausseestraße. Nach dem Abriss der Kirche diente der Kirchhof zunächst weiter als Begräbnisstätte. Die Kirchengemeinde musste nun aber nach Königs Wusterhausen zum Gottesdienst. 1911 wurde die Friedenskirche in Wildau eingeweiht. Sie wurde von Georg Büttner entworfen.

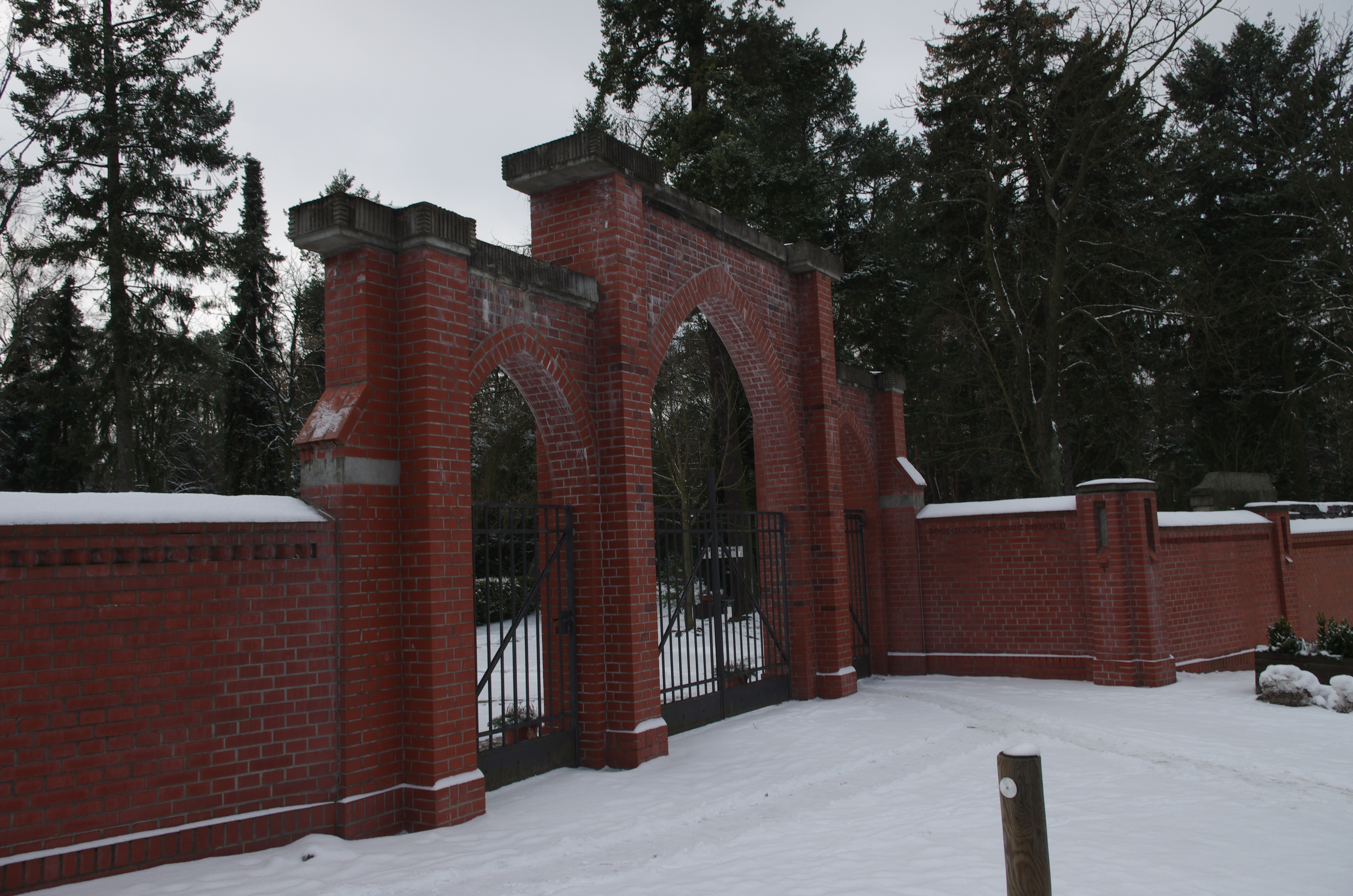
Friedhofsportal des Waldfriedhofs Hoherlehme

## Bevölkerungsentwicklung
| Jahr      | 1734 | 1722 | 1801 | 1817 | 1840 | 1858                                             | 1925 | 1939 |
| Einwohner | 77   | 77   | 75   | 125  | 100  | Dorf: 152 ohne Neue Ziegelei und Wildau, Gut: 37 | 380  | 354  |

## Denkmale und Sehenswürdigkeiten
Hier ist auf die Listen der Boden- und Baudenkmale der Stadt Wildau verwiesen. Lediglich ein Baudenkmal liegt in unmittelbarer Nähe der Dorfaue Hoherlehme: die Friedhofskapelle und das Friedhofsportal des Waldfriedhofs Hoherlehme an der Straße Am Friedhof. Dort befindet sich auch die letzte Ruhestätte von 44 Zwangsarbeitern, die während des Zweiten Weltkriegs in den Industriebetrieben in Wildau arbeiten mussten und während dieser Zeit verstorben sind. Auf dem Friedhof sind auch 60 Opfer des Flugzeugabsturzes der Interflug bei von 1972 beerdigt, als in der Nähe von Königs Wusterhausen eine IL 62 der Interflug abstürzte.